# フレディ・リトル
フレディ・リトル（Freddie Little、1936年4月25日 - ）は、アメリカ合衆国の元プロボクサー。ルイジアナ州ニューオーリンズ出身。元WBA・WBC世界ジュニアミドル級（スーパーウェルター級）統一王者。大卒で、ラスベガスの高校教師との二足の草鞋を履いていた異色ボクサー。

## 来歴
ディラード大学を卒業した学士ボクサーで、大学時代は陸上、フットボール、野球と万能のスポーツマンだった。
1957年、プロデビュー。1967年、金基洙の持つWBA・WBC世界ジュニアミドル級王座に挑むが判定負け。1968年、金基洙からタイトルを奪ったサンドロ・マジンギに挑戦したが、無効試合となり再度のチャンスを逃した。翌1969年3月17日、マジンギの王座剥奪で空位となったWBA・WBCタイトルをスタンリー・ヘイワードと争い、判定勝ちで遂に王座に就いたが、過去に4年間のブランクがあり、チャンピオンになった時には既に32歳になっていた。
1969年9月9日に行われた初防衛戦で来日、大阪府立体育館にて日本のエース南久雄（中外）を2回1分26秒、右ショート一発で沈めて豪快なKO勝ちで王座初防衛。翌1970年3月20日にゲルハルト・ピアスコウを退け2度目の防衛、そして同年7月9日、3度目の防衛戦で、一度はKO勝利しているカルメロ・ボッシに判定で敗れ、王座を去った。

## 戦績
58戦51勝（32KO）6敗1NC